# 乔司街道
乔司街道是浙江省杭州市临平区下辖的一个街道办事处，2011年撤镇设街道，原属余杭区管辖，2021年4月，其被划入新设的临平区。总面积30.12平方公里，总人口10.3911万人。

## 辖区
乔司街道下辖以下地区：
新街社区、乔司社区、连城社区、胜稼村、吴家村、方桥村、永西村、三角村、永和村、朝阳村、五星村、和睦桥村、良熟村和葛家车村。

## 交通
- 宣杭铁路：乔司站